# 老忠實間歇泉
老忠實間歇泉是座位於黃石公園的間歇泉，於1870年沃什布恩-蘭福德-多恩探險期间命名，為黃石公園第一個被命名的泉，現噴發規律是90分鐘左右一次。間歇泉和旁邊的老忠實旅館一起被列為老忠實歷史區。

## 歷史
1870年9月18日下午，沃什布恩-蘭福德-多恩探險團從開普勒瀑布沿火洞河進入上間歇泉盆地。他們第一個看到的間歇泉就是老忠實。在納撒尼爾·皮特·蘭福德1871年出版的探險記錄中，他寫道：
|                               | ...之後，在第二天旅途的下午三點左右，我們進入了這個盆地、看到了清晰的陽光，最令我們驚奇的是在不遠處一個乾淨、密集而閃閃發光的水柱噴向了一百二十五英尺高空。“間歇泉！間歇泉！”我們的一個同伴叫道，踢打著身下倦怠的馬，我們聚集到了這奇境四周。這絕對是一個完美的間歇泉。水汽穿過孔穴形成一個不規則的橢圓，直徑三點七英尺。在間歇泉周圍泉華堆積起來，在其外殼上則形成了一個個儲滿水的小洞，其中是帶著各種沉積物的小水珠。這個間歇泉高出它所在平原三十英尺，噴發口又高出五或六英尺。在我們呆在那裡的時候，它有規律地噴發了九次，沸水噴發的高度從九十至一百二十五英尺不等，每次持續約十五至二十分鐘。我們把它命名作“老忠實”（Old Faithful）。 |
| ——Nathaniel P. Langford, 1871 | |

在公園成立初，這個間歇泉常被用來洗衣服：
|  | 老忠實有時會屈尊成為洗衣房。在停止噴發時將衣物放在噴發口上，等到噴發時就衣服就會被沖洗乾淨了。謝里登將軍的士兵在1882年發現亞麻和棉布衣料經過水的沖刷不會損毀，但是羊毛織物就會被扯成碎片。 |

## 噴發
老忠實間歇泉的3,700—8,400美制加侖（14,000—32,000公升）的沸水噴發高度可達 106—185英尺（32—56），持續1.5至5分鐘，平均高度是145英尺（44），最高紀錄為185英尺（56）。每次噴發間歇為45至125分鐘，1939年時平均時間為66.5分鐘，現在已經逐漸升至90分鐘。同時其規律為雙峰分佈。
有記錄的噴發已超過137,000次，哈利·伍德沃在1938年首次描述出了老忠實間歇泉噴發與間歇間的數學關係。老忠實間歇泉並不是黃石國家公園最高或最大的間歇泉，該頭銜應屬蒸氣船間歇泉。

## 間歇時間
多年來，老忠實間歇泉噴發間的间隔一直在增加，這可能是由於地震導致了地下水水位變化。這些變化使得其早期記錄與現在不符，不過也使得它的噴發規律更容易被推断。同時因為未與上間歇泉盆地的其他地熱景觀連結，所以其噴發規律十分穩定。

## 測量
在1983年至1994年間，共有四個可以檢測溫度和壓力探測器被放入老忠實間歇泉的72英尺（22）深處，此處的溫度是244 °F（118 °C），與1942年的測量結果相同。攝影機最深放至42英尺（13）深處，以觀察管道構造和噴發時管道中的情形。管道中最高溫度可達265 °F（129 °C）。

## 歷年的老忠實間歇泉
- 老忠實間歇泉噴發口，威廉·亨利·傑克遜攝，1872年
- 油畫，阿爾伯特·比爾施塔特，約1881年
- 威廉·亨利·傑克遜攝，1892年
- 彩色照相，1898年
- 噴發，1912年
- Haynes Guide，1916年
- 安塞爾·亞當斯攝，1941年
- 安塞爾·亞當斯攝，1942年
- 噴發，1948年
- 1969年冬
- 從觀測點，2003年
- 2017年

## 外部連結
- . YouTube.com.   [2013-06-21]. （原始内容存档于2021-04-22）.
- . NationalGeographic.com.   [2013-06-21]. （原始内容存档于2016-10-19）.
- . NASA Earth Observatory.   [2013-06-21]. （原始内容存档于2016-11-01）.